# Бёдекер, Фридрих
Фридрих Бёдекер (нем. Friedrich Bödeker или нем. Friedrich Bödecker, или нем. Friedrich Boedeker, 11 сентября 1867 — 9 апреля 1937) — немецкий ботаник, исследователь кактусов.

## Биография
Фридрих Бёдекер родился 11 сентября 1867 года.
Фактически Бёдекер был квалифицированным рабочим, но у него была большая страсть к изучению кактусов. Особый интерес он проявлял к изучению рода Маммиллярия семейства Кактусовые.
В 1933 году была опубликована его работа Ein Mammillarien-Vergleichs-Schlüssel, которая относится к фундаментальным трудам в таксономии рода Маммиллярия. Он внёс значительный вклад в ботанику, описав множество видов семенных растений.
Фридрих Бёдекер умер в Кёльне 9 апреля 1937 года.

## Научная деятельность
Фридрих Бёдекер специализировался на семенных растениях.

## Научные работы
- Ein Mammillarien-Vergleichs-Schlüssel. Neumann, Neudamm 1933.